# 埃普雷尼鄉
46°15′N 27°54′E / 46.250°N 27.900°E
埃普雷尼鄉（羅馬尼亞語：Comuna Epureni, Vaslui），是羅馬尼亞的鄉份，位於該國東北部，由瓦斯盧伊縣負責管轄，面積63平方公里，海拔高度123米，2007年人口3,216，人口密度每平方公里51人。